# Paul Wirsching
Paul Wirsching (* 21. September 1880 in Marktbreit in Unterfranken; † 23. November 1957 in Haag in Oberbayern) war ein deutscher Landrat.

## Leben
Nach dem Abitur absolvierte Paul Wirsching ein Studium der Rechtswissenschaften und legte am 14. Juli 1904 das erste juristische Staatsexamen ab. Vom 1. Oktober 1904 bis zum 30. September 1905 leistete er seinen Militärdienst als Einjährig-Freiwilliger. Das Assessorexamen (früher: Staatskonkurs) bestand er im Jahre 1908 und kam als Akzessist zur Regierung von Mittelfranken. 1913 folgte die Berufung zum Versicherungsamt in Ansbach. Mit Kriegsbeginn musste Kriegsdienst leisten und kam danach als Assessor zum Bezirksamt Kitzingen, wo er 1927 den Titel und Rang eines  Regierungsrates I. Klasse erhielt.
Zum 1. November 1930 wurde er Bezirksvorstand (Bezeichnung ab 1939: Landrat) des Bezirksamtes Gerolzhofen, das 1862 aus dem Zusammenschluss der Landgerichte älterer Ordnung Gerolzhofen und Wiesentheid gebildet wurde. Zum 1. Juni 1934 wurde er Leiter der Verwaltung des Landkreises Hof. Mit dieser Position  war die Leitung der Polizeidirektion Hof verbunden. Er blieb bis 1937 in diesen Ämtern, als er zur Regierung von Unterfranken wechselte. Zum 30. Juni 1945 wurde er auf Weisung der Amerikanischen Militärregierung entlassen und im Juli 1948 im Entnazifizierungsverfahren von der Spruchkammer Gerolzhofen als minderbelastet (Gruppe III) eingestuft.
Die  Berufungskammer  Würzburg revidierte diese Entscheidung im Dezember 1948 und stufte ihn als Mitläufer (Gruppe IV) ein.
Wirsching war am 1. Mai 1933 in die NSDAP (Mitgliedsnummer 3.154.660) eingetreten.